# Солеб

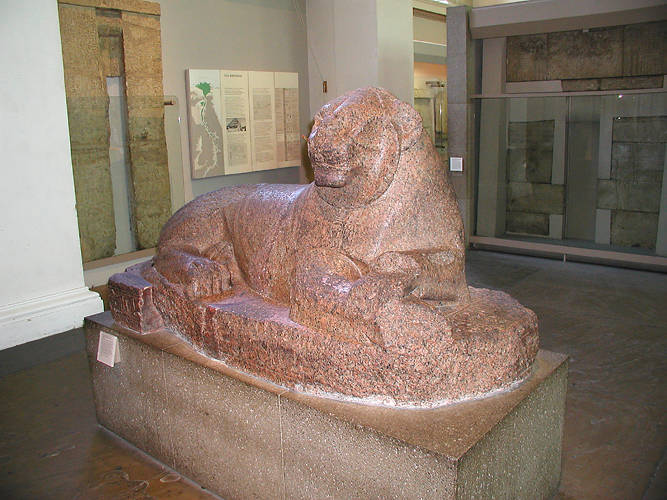
Скульптура лева з Солеба. Британський музей

Солеб — стародавнє нубійське місто (нині Судан). Розташований на північ від третього нільського порогу на західному березі Нілу.
Солеб дослідив та описав Карл Ріхард Лепсіус 1844 року.

## Некрополь
У Солебі розташований великий некрополь з маленькими гробницями, каплицями та пірамідами. Найбільша рання з гробниць датується часами правління XVIII династії, інші походять від Рамессидів та меротичного періоду.

## Історія
За часів амарнського періоду (XVIII династія) Солебу приділяли увагу фараони Аменхотеп III, Ехнатон, Тутанхамон та Ай.

## Галерея

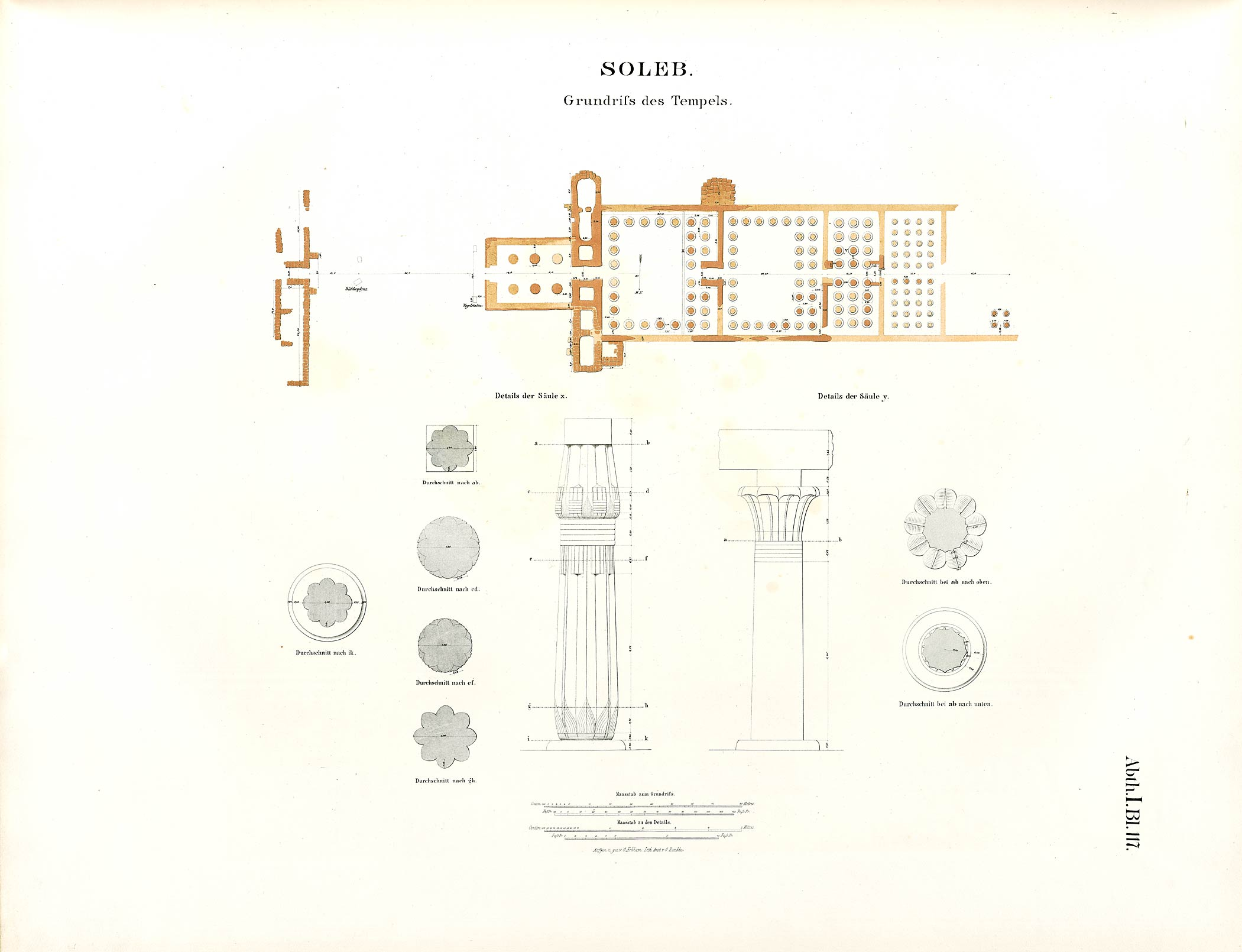
План міста, накреслений Лепсіусом
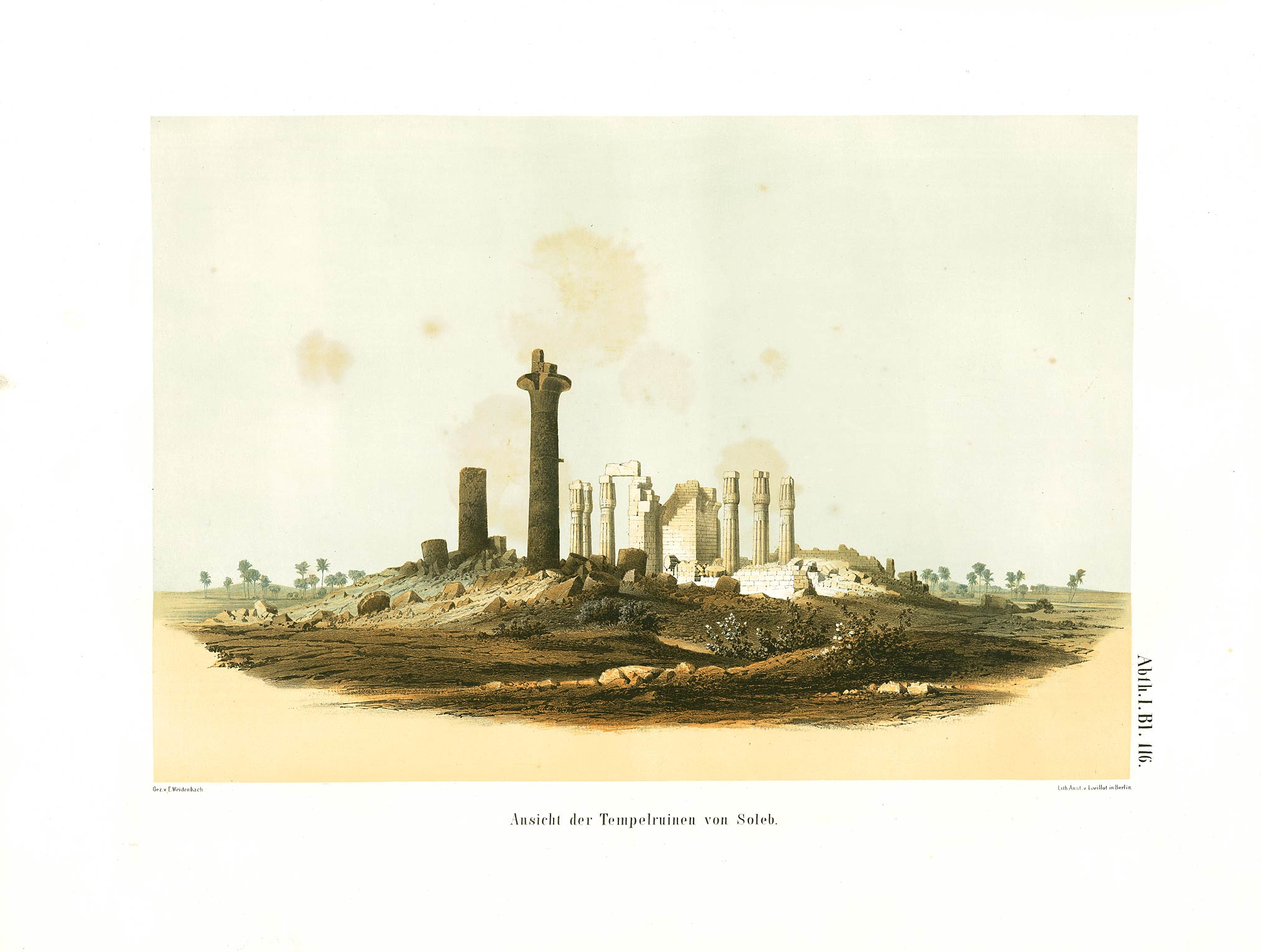
Вигляд храмових руїн у XIX столітті
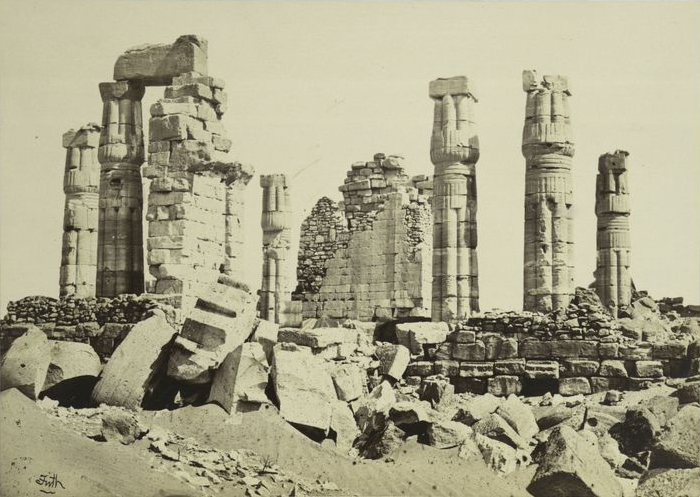
Храмова колонада у XIX столітті